# Darko Golija
Darko Golija je slovenski kipar in profesor * 1965, Maribor.

## Življenje in delo
Že od ranega otroštva je v stiku z likovno umetnostjo, saj je bil oče Bojan Golija slikar in grafik in mati Martina Golija slikarka.
Po končani srednji šoli se je vpisal na Akademijo za likovno umetnost v Ljubljani, kjer je študiral kiparstvo pri profesorjema Slavku Tihcu in Luju Vodopivcu. Diplomiral je leta1989. Tu je leta 1993 zaključil tudi podiplomski študij kiparstva.
Sodi v zelo talentirano generacijo študentov Luja Vodopivca, znano kot Mladi slovenski kiparji (Jože Barši, Mirko Bratuša, Roman Makše, Marjetica Potrč in Dušan Zidar), ki je nastopila konec osemdesetih let z razširitvijo kipa v prostor in na druge medije. V letih od 1987 do 1994 je bil član mariborske likovne skupine Mi (Irena Čuk, Darko Golija, Samuel Grajfoner, Zdravko Jerkovič, Samo Pajek, Oto Rimele), s katero se je predstavljal na razstavah doma in v tujini. Leta 2001 je bil na študijskem izpopolnjevanju v Cité Internationale des Arts v Parizu.
Sedaj je zaposlen je kot redni profesor kiparstva na Oddelku za likovno umetnost na Pedagoški fakulteti v Mariboru.
Redno razstavlja, sodeluje na kiparskih simpozijih in kolonijah ter se uspešno udeležuje kiparskih natečajev.
Že v začetnem obdobju ustvarjanja, ko je kipe gradil iz večinoma cevastih materialov je pokazal odlično obvladovanje monumentalnih dimenzij. Kasneje nas je presenetil in navdušil z Oblakom (velika gmota pozlačenega stiropora), ki je razstavni prostor skoraj v celoti zapolnil.  Enako dober je pri ustvarjaju malih form v najrazličnejših materialih in pri upoštevanju odnosa med prostorom in kiparskimi elementi. Detajl ga zanima enako kot celota in enako razmerje med njima.
Vsebinsko obravnava teme, ki so blizu človeku in njegovi vpetosti v današnji svet.

## Javne postavitve
- Obeležje Hermanu Potočniku Noordungu na krožišču obvoznice Slovenj Gradec, 2008
- Skulptura na trgu v Kostanjevici na Krki

## Nagrade
- 1989 Študentska Prešernova nagrada, Ljubljana
- 1990 Štipendija fundacije Elizabeth Greenshields, Montreal, Kanada
- 1993 Glazerjeva listina, Maribor
- 1998 nagrada II. regionalne razstave male plastike v Zalaegerszegu
- 2001 2. nagrada na Majskem salonu
- 2007 Županova nagrada na Slovenski kiparski razstavi v Ljubljani
- 2008 1. nagrada na natečaju za ureditev krožišča na slovenjgraški obvoznici

## Video prikazi izbranih kiparjevih del
- Podstavki za sence / Plinths for Shadows: https://www.youtube.com/watch?v=zunFO4vPeJo
- Oblak: https://www.youtube.com/watch?v=kZ2bviJnWkI
- Alegorija krajine I. : https://www.youtube.com/watch?v=Y5aJeseZ5Zg&feature=youtu.be
- Alegorija krajine II. :  https://www.youtube.com/watch?v=pIsfvViEAdg
- Razkazovanje: https://www.youtube.com/watch?v=mWlhEEsTv0I
- Od 0° do 90°: https://www.youtube.com/watch?v=AYHuf9C1q-U
- dLAN: https://www.youtube.com/watch?v=plRyBHV8mlA&t=2s
- Obeležje Hermanu Potočniku - Noordungu: https://www.youtube.com/watch?v=663vGpRmcOA
- Cephalization: https://www.youtube.com/watch?v=JZYgi-6_vjs
- Obeležje samostojni Sloveniji in slovenstvu: https://www.youtube.com/watch?v=6k-JZ0LHNzA

## Intervjuji
- Darko Golija: »Maribor potrebuje svetovljansko elito«, revija Dialogi 1-2 10, letnik 46, str. 5 do 21, pogovarjala se je Breda Kolar Sluga.
- Darko Golija: »Pri svojem delu ne moreš iz svojega telesa«, revija Likovne besede 57, 58, zima 2001, pogovarjala se je Meta Gabršek Prosenc.